# أندريس مانويل لوبيس أوبرادور
أندريس مانويل لوبيس أوبرادور (بالإسبانية: Andrés Manuel López Obrador) (من مواليد 13 نوفمبر 1953)، يشار إليه عادةً بالأحرف الأولى من اسمه (آملو)، هو الرئيس الحالي للمكسيك، والذي تولى منصبه في 1 ديسمبر 2018.
ولد في تيبيتيتان، في بلدية ماكوسبانا، في ولاية تاباسكو الجنوبية الشرقية. تخرج لوبيس أوبرادور في الجامعة الوطنية المستقلة في المكسيك في عام 1986 بعد توقفه عن الدراسة للمشاركة في العمل السياسي. حصل على البكالوريوس في العلوم السياسية. بدأ حياته السياسية في عام 1976 وأصبح عضوًا في الحزب الثوري المؤسساتي (بّي آر آي) في تاباسكو. كان أول منصب عام له مديرًا لمعهد السكان الأصليين في تاباسكو في عام 1977، إذ روج لإصدار الكتب بلغة السكان الأصليين ومشروع سلسلة جبال شونتال. في عام 1989، انضم إلى حزب الثورة الديمقراطية وكان مرشح الحزب عام 1994 لمنصب حاكم تاباسكو. كان الزعيم الوطني لحزب الثورة الديموقراطية بين عامي 1996 و1999. في عام 2000، انتُخب رئيسًا لحكومة مكسيكو سيتي. في عام 2012، ترك حزب الثورة الديموقراطية، وفي عام 2014، أسس حركة التجديد الوطني (مونيرا)، والتي قادها حتى عام 2017. يوصف غالبًا بأنه ديمقراطي تقدمي يسار الوسط وقومي اقتصادي، كان لوبيس أوبرادور مواطنًا سياسيًا لأكثر من ثلاثة عقود. ادعى النقاد أن إدارته تعثرت في استجابتها لوباء كوفيد-19 في المكسيك ومحاولاتها للتعامل مع عصابات المخدرات والجرائم الأخرى، وأن الاقتصاد تعثر بالفعل حتى قبل الوباء.
اختير لوبيس أوبرادور واحدًا من أكثر 100 شخصية مؤثرة في مجلة تايم لعام 2019.

## الرئاسة (ديسمبر 2018 – حتى الآن)

### ممارسة السلطة السياسية

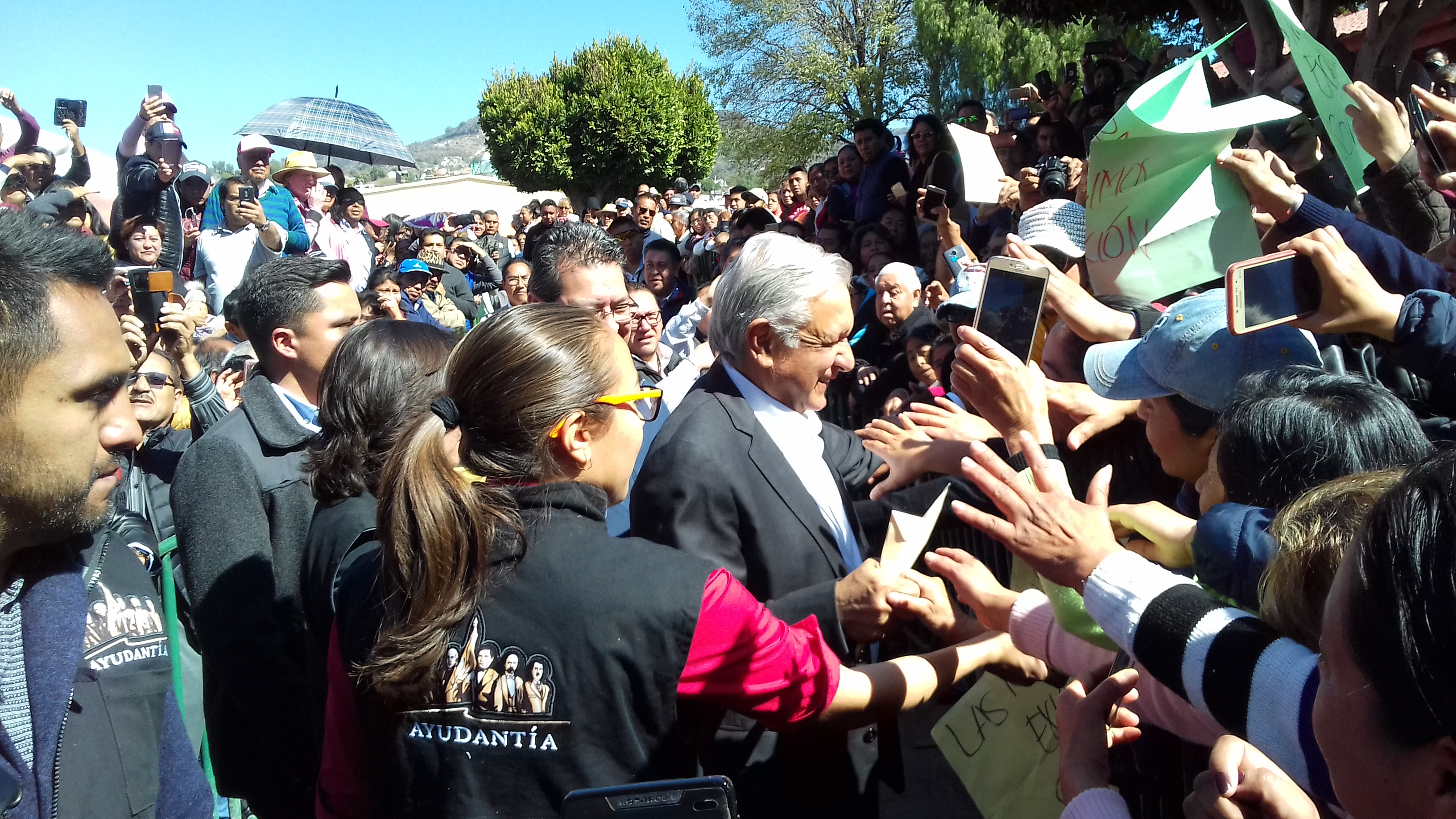
لوبيس أوبرادور في تلاكسكالا في عام 2019

لم يكن على لوبيس أوبرادور التعامل مع أي قضايا جديدة رئيسية في عامه الأول. كانت معدلات شعبيته مرتفعة، وكانت مقاربة جدًا للإدارات السابقة في الفترة ذاتها من مهلة الرئاسة. رغم ذلك، لم يكن هناك تقدم يُذكر في القضايا التي دعا إليها في حملته الانتخابية، ونوه النقاد إلى ذلك. انتقدت مجلة الإيكونوميست البريطانية الليبرالية عامه الأول على أنه يفتقر إلى فن الحكم وتملؤه الإيماءات المسرحية. في أغسطس من عام 2019، أجرت شبكة بلومبيرغ نيوز مقابلة مطولة مع لوبيس أوبرادور. أجرت شبكة تلفزيون الصين الدولية تقييمًا خاصًا قصيرًا للسنة الأولى للوبيس أوبرادور في منصبه.
جعل لوبيس أوبرادور الاتصال المباشر مع الشعب المكسيكي جزءًا أساسيًا من أسلوبه السياسي. يرى رئاسته على أنها «التحول الرابع» في التاريخ المكسيكي، إذ كانت التحولات الثلاثة الأولى حرب الاستقلال المكسيكية (1810 - 1821)، وحرب الإصلاح (1857 - 1861)، والثورة المكسيكية (1910 - 1920). يشبّه لوبيس أوبرادور نفسه ضمنيًا بيسوع المسيح في اهتمامه بالفقراء. يقدم لوبيس أوبرادور إحاطات إعلامية يومية (مانييراس)، في كثير من الأحيان بحضور عدد قليل من الصحافيين، والتي تُبث عبر وسائل الإعلام التي تمثل امتيازات حكومية. لم تتحداه وسائل الإعلام المرئية والمسموعة المنتشرة بصورة عامة، لكن بعض المنشورات المطبوعة والمواقع الإلكترونية وتسجيلات البودكاست تتعارض مع رواية الرئيس وتنتقد سياساته. تحول الفصل بين السلطات الحكومية الذي ظهر في المكسيك بداية من أواخر التسعينيات، مع وجود سلطة قضائية أقوى وهيئة تشريعية فعالة، إلى تركيز متزايد للسلطة في أيدي السلطة التنفيذية.

### مكافحة الفساد
كانت الأولوية القصوى خلال حملة لوبيس أوبرادور تعهده بإنهاء الفساد، وهو موقف معقول، إذ أن المكسيك تتساوى مع روسيا في المرتبة 138 (من بين 180 دولة) على مؤشر مدركات الفساد لمنظمة الشفافية الدولية، والذي تتشارك فيه المكسيك في المركز 138 مع روسيا. قدم لوبيس أوبرادور بعض المبادرات البارزة ضد الفساد، لكن منتقديه يرون أنها لا تدخل في صلب القضية الأساسية. لم يعد لوبيس أوبرادور يستخدم الوكالة المصممة لكشف الفساد في الإنفاق الحكومي، أي المعهد الوطني للوصول إلى المعلومات وحماية البيانات (آي إن إيه آي). انتقد إنريكي كراوز خطوة لوبيس أوبرادور قائلًا: «لا توجد اليوم شفافية على الإطلاق في استخدام المال العام، وفي الوقت ذاته، مُنِحت العقود للشركات التي يملكها أصدقاء الرئيس.»

### الاقتصاد
لم يُسعِد تعامل لوبيس أوبرادور مع الاقتصاد مستثمري القطاع الخاص، إذ عاد إلى السياسات التي تفضل الدولة على السوق. يقع البترول في صلب سياسته المتعلقة بالطاقة، وحظر الاستثمار الخاص في هذا القطاع. أصبحت بيميكس مديونة جدًا اعتبارًا من يونيو 2020، وخفضت قيمة سنداتها إلى وضع السندات غير المرغوب فيها، ما يمثل عبئًا على الاقتصاد الوطني. كان هناك نمو اقتصادي منخفض أو مسطح في عامه الأول. قدّم زيادة في أجور العمال بنسبة 16.21% في 2019 وبنسبة 20% بعد أشهر. لم تفعل الحكومة أشياء كثيرة للاستعداد للتأثير الاقتصادي  لانتشار جائحة كوفيد-19 في المكسيك. من المتوقع أن يكون أكبر شريك تجاري لها، الولايات المتحدة، في حالة ركود أو كساد بسبب الجائحة، وسيكون لذلك تأثير على المكسيك. في عام 2009، انكمش اقتصاد المكسيك عندما تعاملت مع وباء أنفلونزا الخنازير. من المتوقع أن تكون جائحة فيروس كورونا المستجد أسوأ، ولكن خلال الأشهر الأولى، كانت الحكومة بطيئة في التصرف، حتى مع انخفاض البيزو إلى مستويات تاريخية. أوفى لوبيس أوبرادور بوعده بإلغاء بناء مطار جديد لخدمة مكسيكو سيتي، بعد إنفاق 13.3 مليار دولار من أجل المشروع. توجد خطط بديلة تتمثل في إعادة تصميم مطار سانتا لوسيا العسكري، الذي يقع في منطقة جبلية، ما يجعله غير مناسب للطائرات التجارية الكبيرة. جرت المصادقة على اتفاقية التجارة مع الولايات المتحدة الأمريكية وكندا من قبل الدول الثلاث، وكان من المقرر أن تدخل حيز التنفيذ في يوليو 2020. سافر لوبيس أوبرادور إلى الولايات المتحدة لتوقيع الاتفاقية، لكن جاستن ترودو، رئيس وزراء الشريك الثالث، كندا، لم يحضر، مدعيًا أن فيروس كورونا هو السبب. وقع ترامب ولوبيس أوبرادور الاتفاقية في البيت الأبيض. مع انتشار جائحة كوفيد-19، تراجعت التحويلات المالية من المكسيكيين في الولايات المتحدة الأمريكية. بالإضافة إلى ذلك، مع تزايد صعوبة عبور الحدود بين الولايات المتحدة والمكسيك، أصبح المكسيكيون في الولايات المتحدة الأمريكية يتقدمون في السن ويموتون، وغالبًا ما يدفنون في مدنهم وقراهم الأصلية.

### اللجوء السياسي
غادر الرئيس البوليفي السابق إيفو موراليس، الذي استقال وسط مزاعم بتزوير الانتخابات الرئاسية في أكتوبر 2019، بوليفيا ليلة 11 نوفمبر 2019، على متن طائرة متوجهة إلى المكسيك، والتي عرضت عليه اللجوء. قال وزير الخارجية المكسيكي مارسيلو إبرارد إن دولته قررت منح اللجوء «لأسباب إنسانية، وبالنظر إلى الحالة الملحة الني تواجهها بوليفيا.»

## روابط خارجية
- أندريس مانويل لوبيس أوبرادور على موقع IMDb (الإنجليزية)
- أندريس مانويل لوبيس أوبرادور على موقع الموسوعة البريطانية (الإنجليزية)
- أندريس مانويل لوبيس أوبرادور على موقع مونزينجر (الألمانية)
- أندريس مانويل لوبيس أوبرادور على موقع إن إن دي بي (الإنجليزية)
- أندريس مانويل لوبيس أوبرادور على موقع قاعدة بيانات الفيلم (الإنجليزية)